# Argyronome melloides
Argyronome melloides är en fjärilsart som beskrevs av Draeseke 1925. Argyronome melloides ingår i släktet Argyronome och familjen praktfjärilar. Inga underarter finns listade i Catalogue of Life.